# Octavia Spineanu-Matei
Octavia Spineanu-Matei (* 29. August 1967 in Vălenii de Munte) ist eine rumänische Juristin. Sie ist seit 2021 Richterin am Europäischen Gerichtshof (EuGH).

## Leben und Wirken
Spineanu-Matei schloss ihr 1986 begonnenes Studium der Rechtswissenschaften an der Universität Alexandru Ioan Cuza Iași 1990 ab. 1999 wurde sie von der Academia de Poliție „Alexandru Ioan Cuza“ (Polizeiakademie „Alexandru Ioan Cuza“) mit der von Victor Duculescu betreuten Schrift „Imunităţi şi privilegii diplomatice“ (= Diplomatische Immunitäten und Privilegien) zur Dr. iur. promoviert.
Bereits unmittelbar nach Abschluss ihres Studiums trat sie 1991 in den Justizdienst von Rumänien ein und wurde Richter am Amtsgericht des 4. Bezirks von Bukarest. 1996 wechselte sie an das Landgericht Bukarest, wo sie von 1997 bis 1999 Präsidentin der Zivilabteilung war. Von 1999 bis 2005 war sie als Richterin am Berufungsgericht Bukarest, wo sie bis ebenfalls 2003 Präsidentin der Zivilabteilung war. 2006 wurde sie an den Von 2006 bis 2016 ist sie Richterin an den Obersten Gerichts- und Kassationshof Rumänien berufen; dort blieb sie bis 2016 tätig. Von 2006 bis 2016 war Spineanu-Matei zugleich Mitglied der Großen Beschwerdekammer des Europäischen Patentamts in München. Spineanu-Matei wurde am 19. September 2016 zur Richterin am Gericht der Europäischen Union ernannt. Dort verblieb sie, bis sie im Februar 2021 zur Richterin am Europäischen Gerichtshof gewählt wurde. Sie trat ihre zunächst sechsjährige, aber verlängerbare Amtszeit am 7. Oktober 2021 an.
Ab 1997 engagierte sie sich zudem in der Ausbildung von rumänischen Richtern und Staatsanwälten und lehrte am Institutul Național al Magistraturii (Nationales Institut für Richter und Staatsanwälte, Rumänien), dessen Direktorin sie von 2011 bis 2016 war. Sie ist ferner Mitglied des Präsidiums der Școala Națională de Grefieri (Nationale Schule für Rechtspfleger) und von 2012 bis 2016 Mitglied des Beirats des Graduiertenkollegs der Universität Bukarest.
Für ihre Verdienste um die Rechtspflege und die Justizreform wurde ihr 2000 der rumänische Verdienstorden verliehen.